# Mellicta parthenides
Mellicta parthenides är en fjärilsart som beskrevs av Ruggero Verity 1919. Mellicta parthenides ingår i släktet Mellicta och familjen praktfjärilar. Inga underarter finns listade i Catalogue of Life.